# Cucullia lucida
Cucullia lucida là một loài bướm đêm trong họ Noctuidae.